# Anneslea
 Anneslea, biljni rod iz porodice Pentaphylacaceae kojemu pripadaju četiri priznate vrste iz jugoistočnwe Azije

## Vrste
1. Anneslea donnaiensis (Gagnep.) Kobuski
2. Anneslea fragrans Wall.
3. Anneslea paradoxa Nguyen Huu Hien & G.P. Yakovlev
4. Anneslea steenisii Kobuski